# Капитулации на Османската империя
Капитулации на Османската империя са наричани поредица от двустранни и международни договори, при които европейските държави получават икономически, съдебни и други привилегии в Османската империя. Терминът „капитулация“ е използван в самите договори.
Тези договори им дават право в империята да откриват консулства, търговците им да извършват безмитен внос, чуждестранните поданици и граждани да бъдат съдени от свои съдилища и др.
От XVIII век нататък (1740 г. на Франция), и по-специално от времето на султан Мустафа III, чиято майка като валиде султан е с рождено име Жанет (осм. Емине), режимът на капитулациите дава все по-големи привилегии на европейските търговци и подчертава второстепенното положение на Османската държава в международните политически и икономически отношения. През 1761 г. Високата порта установява дипломатически отношения и подписва капитулация и с Кралство Прусия.

## Списък
Следва хронологичен списък на османските капитулации:
- Венецианска република (1454)
- Кралство Франция (1535, 1673, 1740)
- Кралство Англия (1579, 1675, 1809)
- Съединени провинции (1579, 1680)
- Свещена Римска империя (1615)
- Русия (1711, 1783)
- Швеция (1737)
- Сардинско кралство (1740, 1825)
- Дания (1746 и 1756)
- Кралство Прусия (1761)
- Кралство Испания (1782)
- САЩ (1830)
- Белгия (1838)
- Ханза (1839)
- Португалия (1843)
- Кралство Гърция (1854/1855)
- Бразилия (1858)
- Кралство Бавария (1870)
- Берлински договор (1878)